# Zamek Ujazdowski w Warszawie

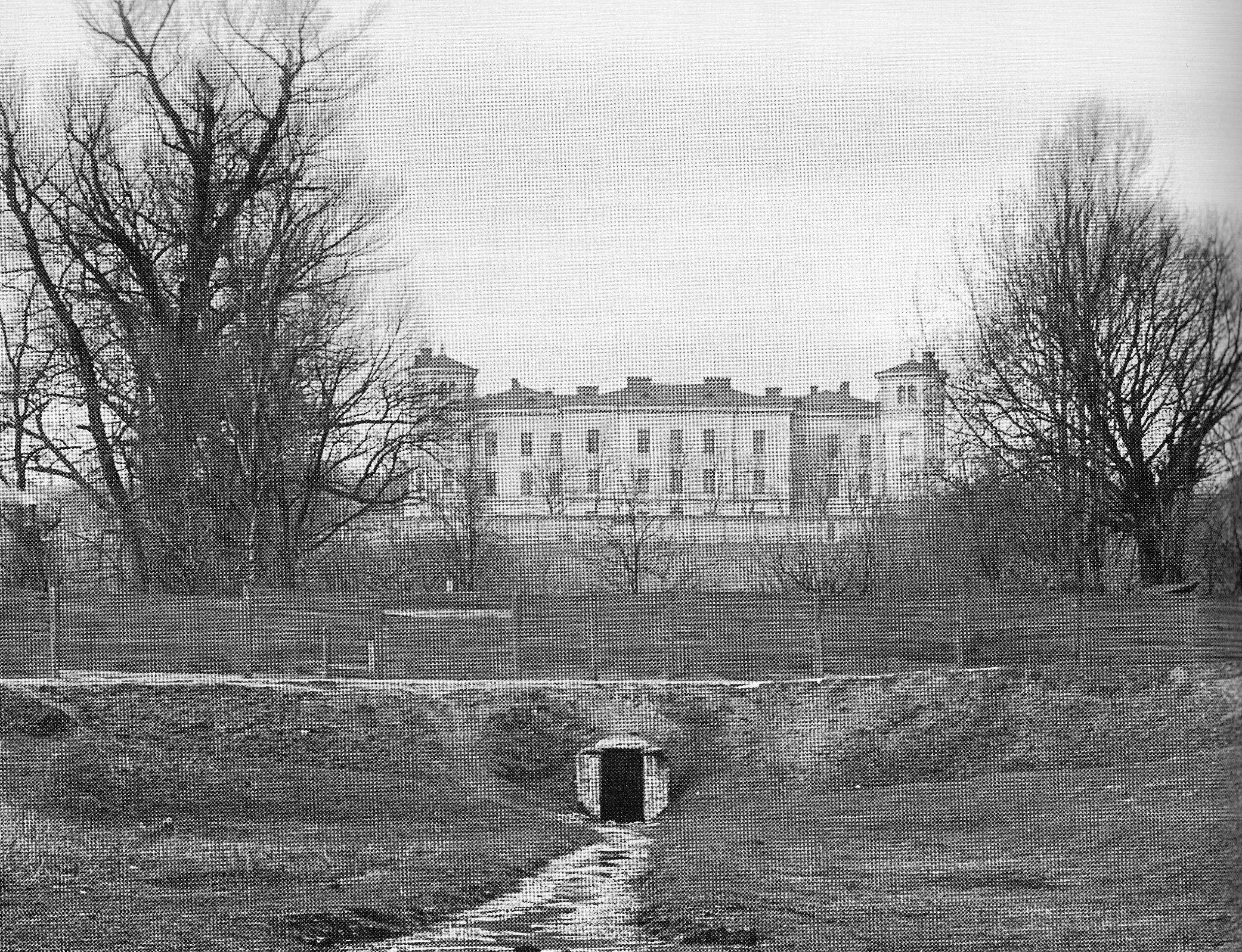
Kanał Piaseczyński i Zamek Ujazdowski w 1919

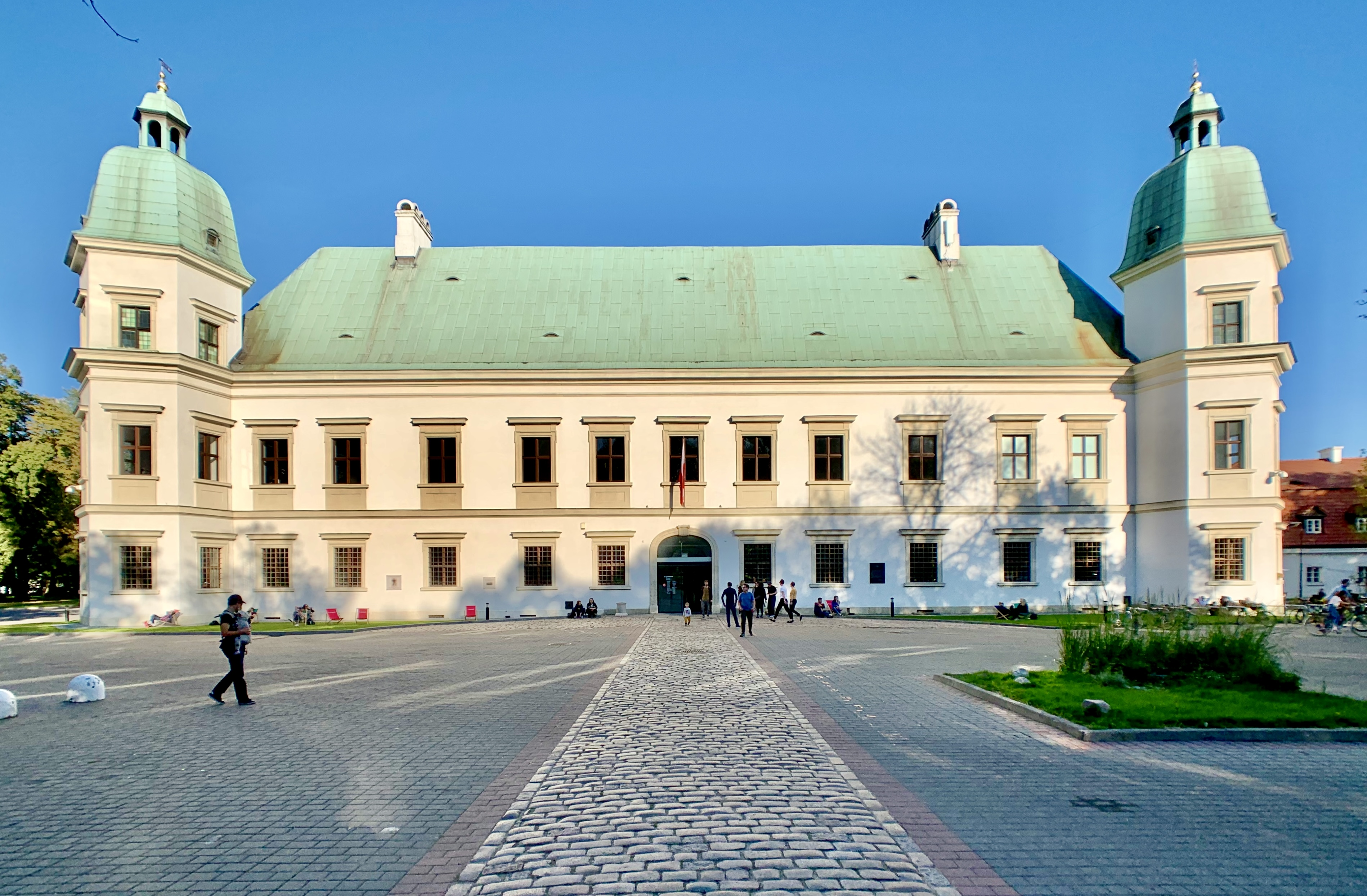
Zamek Ujazdowski (fasada zachodnia)

Zamek Ujazdowski w Warszawie – zamek królewski w Warszawie, znajdujący się w dzielnicy Śródmieście, na Ujazdowie. Siedziba Centrum Sztuki Współczesnej.
Poniżej skarpy, na wschód od zamku, znajduje się park Agrykola, a w stronę Wisły ciągnie się Kanał Piaseczyński. Zarówno Zamek Ujazdowski, jak i Kanał Piaseczyński wchodzą w skład większego założenia urbanistycznego: Osi Stanisławowskiej.

## Historia

### Gród i dwór Jazdów
Zamek Ujazdowski stoi na miejscu XII-wiecznej osady Jazdów, która powstała przy drodze wzdłuż wąwozu Agrykola biegnącej do przejazdu przez Wisłę. Przy osadzie Piastowie mazowieccy zbudowali gród, o którym wspomniano przy okazji zniszczenia go 23 czerwca 1262 r. w wyniku najazdu Litwinów pod wodzą Ostafija Konstantynowicza. W 1281 r., książę Bolesław II najechał gród w Jazdowie należący wówczas do jego brata, Konrada II oraz „zabrał towaru mnogo i ludzi złupił”. Pod koniec XIII wieku książę Konrad II przeniósł siedzibę książęcą z Jazdowa na teren dzisiejszego Zamku Królewskiego. 
W 1516 r. w Jazdowie zamieszkała księżna mazowiecka Anna z synami Stanisławem i Januszem.
W 1548 r. królowa Bona Sforza poleciła zbudować na terenie Jazdowa obszerny, drewniany dwór i zabudowania gospodarcze. Dwór ten mieścił się około 120 metrów w kierunku północnym od dzisiejszego Zamku Ujazdowskiego. W 2. połowie XVI wieku na miejscu obecnego zamku nowy dwór zbudowała Anna Jagiellonka, żona króla Stefana Batorego. 

### Pałac Zygmunta III Wazy
Po 1624 roku murowaną rezydencję w miejscu dzisiejszego zamku rozpoczął budować Zygmunt III Waza. Był to wczesnobarokowy pałac (nazywany potem Zamkiem Ujazdowskim) zbudowany na podstawie projektu Matteo Castellego lub Konstantego Tencalli. Była to wtedy piętrowa budowla z wewnętrznym dziedzińcem, dwoma skrzydłami, krużgankami i sześciobocznymi, dwupiętrowymi wieżami w narożnikach.
Miejsce było wybrane bardzo starannie. Zamek stanął nad brzegiem wysuniętego ku wschodowi tarasu skarpy, idealnie na osi załamanego pod kątem biegu Wisły. Tym sposobem rezydencja monarchy stawała się miejscem, skąd rozpościerał się na wschód widok nieporównywalny, a zarazem punktem orientacyjnym dla zbliżających się do Warszawy statków rzecznych. Przybyszów w pierwszej kolejności witała prywatna siedziba króla. Dopiero za zakrętem Wisły pojawiała się sylwetka Zamku Warszawskiego.
Zgodnie z opisem Adama Jarzębskiego w jego dziele „Gościniec albo krótkie opisanie Warszawy” z 1643 r., wejście do zamku zdobiły cztery marmurowe lwy: I lwy cztery generalne, Między nimi, naturalne, Właśnie żywe wyrobione, A z marmuru są zrobione; Nie odlewane to rzeczy, Mistrzowską robotą grzeczy (2273–2278).
Zamek został splądrowany w czasie potopu szwedzkiego. Legenda głosi, że Carl Gustaf Wrangel kazał zbudować w Szwecji zamek zwany Skokloster na wzór Zamku Ujazdowskiego w Warszawie. W Skokloster przechowywanych jest wiele dzieł sztuki, które zostały zrabowane w Europie podczas XVII-wiecznych kampanii wojennych wojsk szwedzkich – znaczna część eksponatów pochodzi z terenów Rzeczypospolitej z tamtego okresu. Po zniszczeniach z okresu potopu szwedzkiego zamek przestał pełnić funkcję rezydencji królewskiej. 
W 1674 roku właścicielem pałacu stał się Stanisław Herakliusz Lubomirski, który kazał przebudować wnętrza, jednak bryła zamku nie uległa zmianie. Syn marszałka Teodor Józef Lubomirski wydzierżawił nieruchomość Augustowi II Mocnemu. W 1717 r. na polecenie Augusta II zbudowano pod pałacem Kanał Piaseczyński o długości 820 m. 
W 1766 r. zamek od Lubomirskich kupił król Stanisław August Poniatowski. Król polecił przebudować zamek, w związku z czym przebudowano główną bryłę i zbudowano dwie klasycystyczne oficyny od strony Alei Ujazdowskich. Prac jednak nie dokończono, ponieważ król w 1772 roku wstrzymał budowę i skoncentrował się na realizowaniu prac budowlanych w pobliskich Łazienkach Królewskich. 

### Koszary Gwardii Pieszej Litewskiej
W 1784 r. król przekazał nieruchomość miastu z przeznaczeniem na koszary Gwardii Pieszej Litewskiej. Gmach pod kierunkiem Zawadzkiego przebudowano w stylu klasycystycznym.

### Szpital Ujazdowski
Od 1809 r. w zamku mieścił się szpital wojskowy. W 1852 roku budynek kolejny raz przebudowano pozbawiając go wszelkich elementów dekoracyjnych. W 1920 r. Szpital Ujazdowski, na terenie od ul. Agrykola do ul. Górnośląskiej, miał kilka pawilonów, w których mieściły się oddziały: wewnętrzny, neurologiczno-psychiatryczny, gruźliczy i laryngologiczny.

### Okres po II wojnie światowej
W 1954 roku marszałek Konstanty Rokossowski zadecydował o rozebraniu murów zamku. Po niedługim czasie z budowli zostały tylko piwnice, na których miały stanąć Teatr Domu Ludowego Wojska Polskiego i Wieczorowy Uniwersytet Marksizmu-Leninizmu, ale ten projekt nie wszedł w życie. W latach 60. część pozostałych po zamku pawilonów przeznaczono na magazyny.
W 1962 roku przeprowadzono konserwację reliktów przyziemia i piwnic. W 1975 roku rozpoczęła się odbudowa zamku według projektu Piotra Biegańskiego.
Od 1985 roku w zamku mieści się Centrum Sztuki Współczesnej.
W 1995 roku powstało Stowarzyszenie Twórców Muzeum Zamku i Szpitala Wojskowego na Ujazdowie, które gromadzi eksponaty związane z historią tego miejsca od 2000 roku wystawiane w zamku na czasowych ekspozycjach. W 2003 roku zostały one zorganizowane jako muzeum. Składało się ono z części multimedialnej w jednej z sal Centrum Sztuki Współczesnej i części studyjnej w sali baszty zamku.

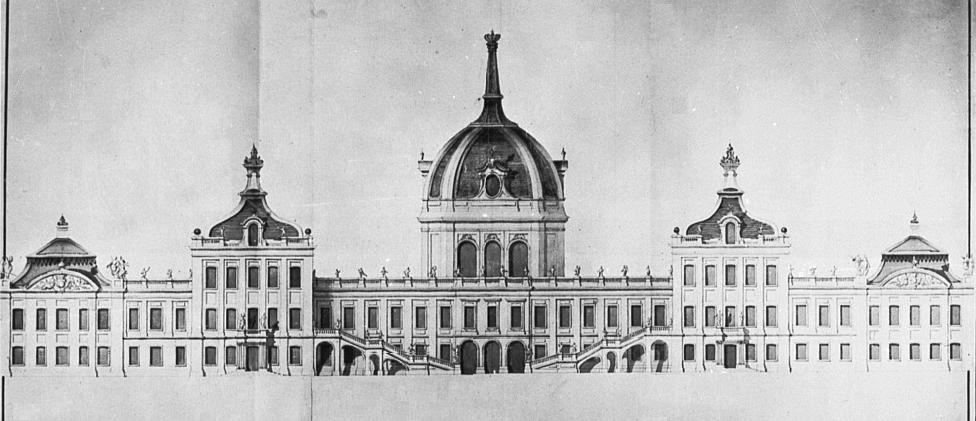
Projekt Carl Friedricha Pöppelmanna z 1720 r.
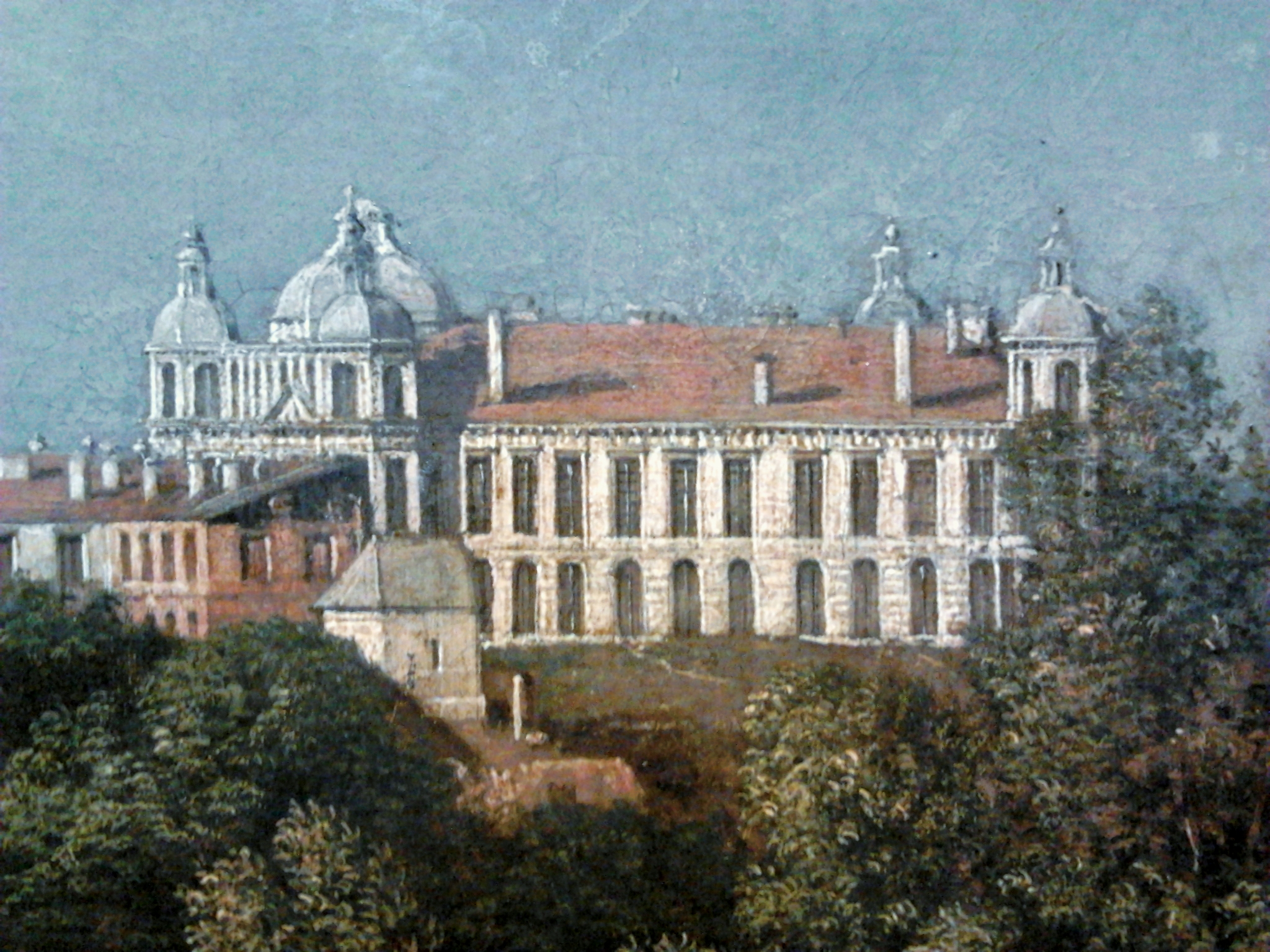
Zamek w 1776 r.
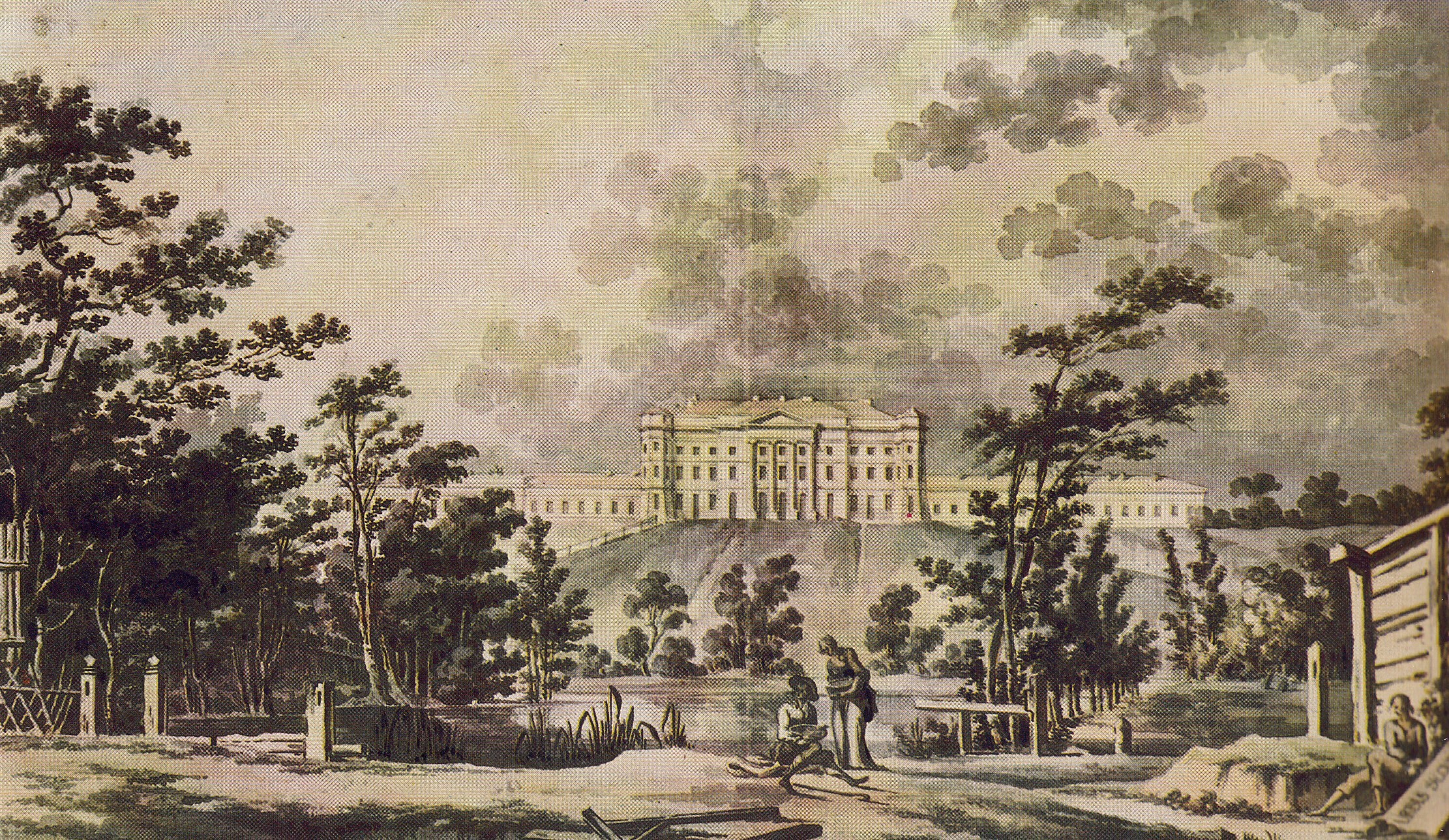
Zamek na akwareli Zygmunta Vogla Widok koszar ujazdowskich od strony Łazienek (1789)
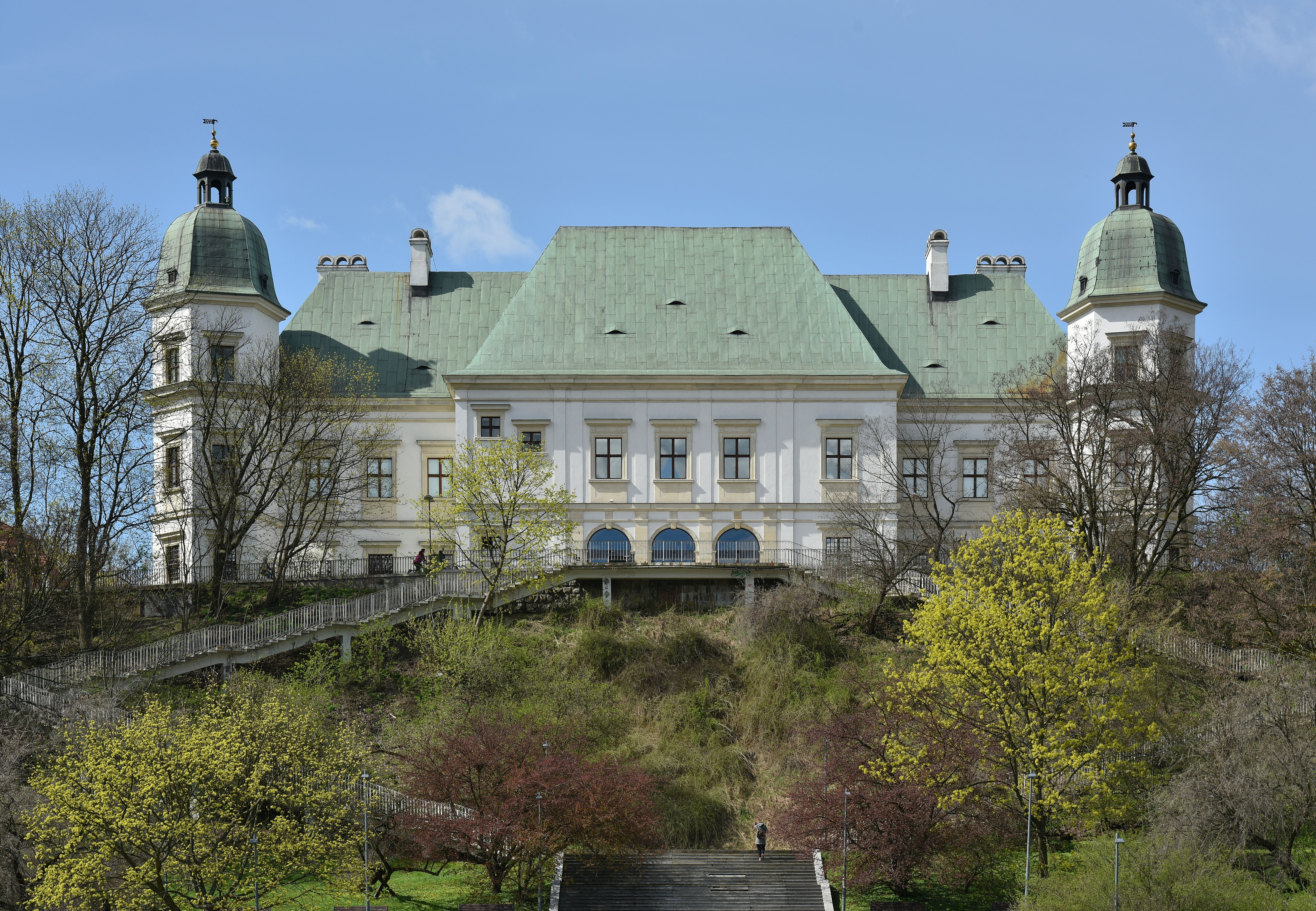
Zamek w 2017 r.